# إليجاه أديبايو
إليجاه أديبايو (بالإنجليزية: Elijah Adebayo)‏ هو لاعب كرة قدم بريطاني في مركز الهجوم، ولد في 7 يناير 1998 في لندن في المملكة المتحدة. لعب مع ستيفيناغ بوروه وسويندون تاون ونادي تشيلتنهام تاون ونادي والسول.